# Плазмове наплавлення

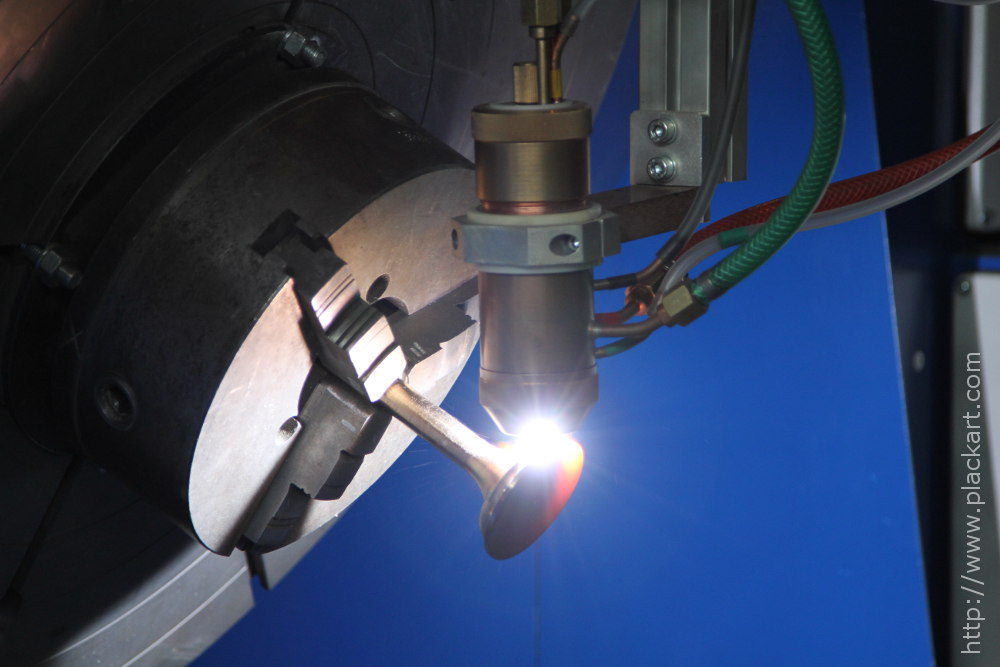
Плазмово-порошкове наплавляння зносостійких матеріалів на клапан дизельного двигуна

Пла́змове напла́влення (англ. Plasma transfer arc, PTA) — вид наплавлення, при якому джерелом теплоти є плазмова дуга а присадними чи електродними матеріалами — суцільні чи порошкові дроти, нерухома присадка у вигляді литих чи спечених кілець або гранульовані порошки.

## Загальні принципи
Цей вид наплавляння використовується для нанесення зносостійких покрить на робочі поверхні при виготовленні або відновленні зношених деталей машин. Завдяки можливості регулювання в широкому діапазоні співвідношення між тепловою потужністю дуги і подачею присадного (електродного) матеріалу більшість способів плазмового наплавлення забезпечують досить високу продуктивність при мінімальному проплавленні основного металу.
Залежно від компонування при наплавленні виріб може бути нейтральним (наплавлення відкритим плазмовим струменем) або увімкненим в електричне коло джерела живлення дуги (наплавлення плазмовою дугою). Найбільшого поширення набуло плазмово-порошкове наплавлення, оскільки порошки можуть виготовлятись практично з кожного придатного до наплавлення сплаву. Даний метод забезпечує необхідну твердість і заданий хімічний склад наплавленого металу вже на відстані 0,3…0,5 мм від поверхні наплавлення, що дає можливість обмежитись одношаровим наплавленням там, там де електродуговим способом необхідно наплавляти 3-4 шари.

## Технологія
Під плазмою мається на увазі високотемпературний сильно іонізований газ, що складається з молекул, атомів, іонів, електронів, квантів світла тощо.
При дуговій іонізації газ пропускають через канал і створюють дуговий разряд, тепловий вплив якого іонізує газ, а електричне поле створює спрямований плазмовий струмінь. Газ може іонізуватись також під дією електричного поля високої частоти. Газ подається під тиском у 2…3 атм, у його середовищі збуджується електрична дуга силою струму 400…500 А та напругою 120…160 В. Іонізований газ досягає температури 10…18 тис. °С, а швидкість потоку — до 15000 м/с. Плазмовий струмінь утворюється у спеціальних пальниках — плазмотронах. Катодом у цьому випадку є неплавкий вольфрамовий електрод.
Поверхню деталі слід готувати до наплавлення ретельніше, ніж при звичайному електродуговому чи газовому зварюванні, оскільки сторонні включення зменшують міцність наплавленого шару. Для цього проводиться механічне оброблення поверхні (проточування, шліфування, піскоструменева обробка), інколи знежирення. Потужність електричної дуги підбирають такою, щоби деталь значно не нагрівалась та щоб основний метал був у стані на грані розплавлення.
За способом подавання присадного матеріалу плазмове наплавлення металу можна реалізувати двома способами:
1. струмінь газу захоплює й подає порошок на поверхню деталі;
2. у плазмовий струмінь вводиться присадний матеріал у вигляді дроту, прутка або стрічки.

Як плазмотвірний газ можна використовувати аргон, гелій, азот, кисень, водень та повітря. Найкращі результати наплавлення отримують при використанні аргону та гелію.

## Переваги методу
Перевагами плазмового наплавлення є:
1. Висока концентрація теплової потужності й мінімальна ширина зони термічного впливу.
2. Можливість отримання товщини наплавленого шару від 0,1 мм до декількох міліметрів.
3. Можливість наплавлення різноманітних зносостійких та антифрикційних матеріалів (мідь, латунь, пластмаса) на сталеву деталь.
4. Можливість виконання плазмового гартування поверхні деталі.
5. Відносно високий ККД дуги (0,2 …0,45).
6. Мале (у порівнянні з іншими видами наплавлення) перемішування матеріалу наплавлення з основою, що дозволяє досягнути необхідних характеристик покрить.

## Застосування
Плазмове наплавлення знайшло застосування для захисту деталей від високотемпературного зношування і корозії а також, для зміцнення поверхонь деталей, які зазнають великих навантажень.
Плазмове наплавлення використовується для наплавлення клапанів та їх сідел у двигунах внутрішнього згоряння, деталей нафтохімічної, енергетичної та загальнопромислової запірної арматури, різального інструменту різноманітного призначенні.